# Nedualita
Nedualita, či nedvojnost, je ve filozofii a náboženství termín označující absenci rozdílnosti. Na duchovní cestě jím lze označit jak učení, která nenutí hledajícího vykonávat žádné praktiky za účelem dosažení nejvyššího cíle hledání (sebepoznání, sebeosvobození), tak i stav, který předchází, provází a následuje duchovní cestu hledajícího.
Neduální učení podle svých příznivců nabízí způsob, jak si odpovědět např. na otázky "Jaká je podstata všech jevů?", „Kdo jsem já?“, atd.. Ukazuje podstatu tázajícího se „já“, kterému otázka vyvstala, jako iluzorně zdánlivou a rozpouští tázání hledajícího v podstatě stavu tázání se, jenž je prostý tázání se, odpovědí i hledajícího.[zdroj?]
Nedualita je v tomto kontextu stav, který přesahuje a integruje do sebe všechny myslitelné dualistické koncepty mysli, jako jsou např.:
- bytí × nebytí,
- subjekt × objekt,
- já × ostatní,
- stejnost × rozdílnost,
- pohyb × klid,
- absolutní × relativní atd.

Nedualita není nábožensko-filozofickým systémem, ale spíše intelektuálně neuchopitelným, spontánním spočíváním v prvotním stavu vědomí, za hranicemi racionální mysli.
Nedualismus se v mírném detailu liší od monismu, dalšího filozofického konceptu, který se zabývá povahou reality. Obě filosofie sice zpochybňují tradiční chápání dualismu, ale přistupují k němu odlišně. Nedualismus zdůrazňuje jednotu v rozmanitosti. Naproti tomu monismus tvrdí, že realita je v konečném důsledku založena na jediné substanci nebo principu, čímž redukuje mnohost existence na jediný základ. Rozdíl spočívá v jejich přístupu ke vztahu mezi mnohým a jedním.

## Charakteristika
V rámci Tibetském buddhismu je zakladatelem neduálního učení Garab Dordže (2. st. př. n. l.), z jehož nauk vzniklo učení Dzogčhenu o přirozenosti prvotního, neduálního stavu.
V rámci Hinduismu vychází neduální učení z Advaita-védanty, indické filosoficko-náboženské školy zastupující čistý monismus. Védanta patří mezi šest filozofických škol Hinduismu a advaita znamená „ne dva“. Tím odkazuje na totožnost individuálního Átma (já) s Brahman (celkem) a jako „konec“ nebo „cíl“ Véd je popsána v Upanišadách, na něž se odkazují Brahma neboli Védanta sútry. Teologickou opozici Advaita-védánty představuje několik vaišnavských monoteistických škol, které předkládají různé varianty částečného monismu a dualismu (např. Dvaita-védánta, Ačintja bhedábheda).
Mezi představitele neduálního učení lze řadit mnoho dalších historických osobností, které patří k různým duchovním směrům, obvykle z Indie a Tibetu. Pojítkem není jejich příslušnost ke stejné duchovní škole, nýbrž podobnost jejich výpovědí o způsobu, jak si odpovědět na základní otázky lidského bytí.

## Jednotliví představitelé neduality a jejich pojetí

### Učení Dzogčhenu
Mnoho mistrů tajného tibetského učení Dzogčhenu během tisíců let preferovalo různorodé náhledy na neduální povahu prvotního stavu všech jevů. Tady je devět nejdůležitějších:
1. Náhled, který je prostý všech představ zastával mahárádža z Odijány a Vimalamitra;
2. Pohled na naprostý stav spontánní sebedokonalosti zastával Garab Dordže;
3. Pohled na totální stav byl názor, který zastával překladatel Vairočana;
4. Pohled na sebepůvodní poznání byl názor, který zastával bhikšuni Ananda;
5. Náhled, který je prostý všeho konání a hledání, byl názor, který zastával Buddhagupta;
6. Stanovisko velké blaženosti zastávali Kukuradža a Šri Simha;
7. Pohled na nedvojnost v souladu s vyšší mahájógou zastával Mandžušrimitra;
8. Pohled na jedinou celkovou sféru byl názor, který zastával Rádžahastí; a
9. Náhled na přirozený základ všech jevů, který existuje právě takový, jaký je, který zastával Garab Dordže.

### UčeníÁdi Šankary
(788–820 n. l., existuje i starší datum) byl ovlivněn některými upanišadovými učiteli a učitelem svého učitele Gaudapádou. Podle Šankary je naprosto totožné individuální Átma a Brahman (celek, veškerenstvo) a nedualita je stavem, ve kterém individuální (subjekt) a vnější (objekt) ztrácejí svou povahu, což se projevuje ve třech stavech vědomí – bdění, snění a spánku.
Pasáž o Osvobození z jeho stěžejního díla Vivéka Čudámani (Klenot rozlišování): „Aby byl svoboden od spoutání, musí být moudrý muž zběhlý v rozlišování mezi já (tím, čím jsme) a ne-já. Tím samotným bude naplněn štěstím, poznávaje sebe jako bytí, vědomí a blaženost. Podobno vytrhnutí jednoho listu z trsu trávy, přináší poznávání vnitřní, žádnou akcí nedotčené a vždy svobodné, své, povahy trvalé osvobození a ztotožnění se svým pravým já.“
Šankara byl rovněž znám pro svou lásku (oddanost, "Bhakti"), složil řadu písní (bhadžany), které, jak věřil, povznášejí člověka „blíže k Bohu“.

### Učeníšrí Ramany Mahárišiho
(1879–1950) Ve věku šestnácti let se jako normální chlapec se zálibou ve sportu setkal s duchovně zaměřenou knihou o Tamilských světcích. O rok později jej zasáhla zmínka ve vyprávění jeho strýce o Arunáčale, posvátné hoře v jižní Indii, a rozechvěn svou první zkušeností ducha překračující i představu smrti, vydal se ještě téhož roku sám vlakem přes dva tisíce kilometrů na jih, aby strávil zbytek svého života na úpatí hory jako sádhu, nic nevlastnící světec.
Poklidným působením k sobě přilákal duchovně hledající lidi a podělil se s nimi o vysvětlení povahy stavu, který prožíval. V odpovědi na otázky „jak“ tohoto stavu dosáhl, vznikly řady záznamů jeho rozhovorů, které jsou dostupné i v českém jazyce díky překladatelské práci Jiřího Vacka a Jiřího Navrátila. Rozhovory Mahárišiho (jak byl později jedním ze svých oddaných nazván) korespondovaly s Advaita-védantou, ve které nalezl své terminologické kořeny.
Nejznámější z jeho výroků: „Buď tiše a poznej, že já je Bůh.“ rozvádí starořecké „Poznej kdo jsi.“

### Učení šrí H.W.L. Púndži
(1910–1997) Jedním z Mahárišiho žáků, kteří prosluli na západě (zmiňme například i Annamalai Svámího) byl Hari Wanš Lál Púndža, známý později pod přízviskem Papadží. Púndža byl svérázným mladíkem se zalíbením v Kršnovi a duchovní praxi předtím než ve věku 34 let potkal Mahárišiho. Ten jej představil stavu, ve kterém Púndžovo hledání skončilo. Řekl mu: „Ty jsi Bůh, já jsem Bůh. Jak chceš najít to čím jsi?“
Púndža učinil z „ukončení hledání“ cíl duchovního pátrání: „Já je to čím jsi, ty jsi tím nezměněným, ve kterém se zkušenosti nachází. Já je okamžikem, který nepřišel a neodchází. Je srdcem, Átmanem, prázdnotou. Osvětluje samo sebe, sebou, v sobě. Nemusíš je hledat, je zde. Jsi tím, skrze co bys hledal. Jsi tím co hledáš! A to je vše co je, jen Já je.“

### Učení šrí Nisargadatty Mahárádže
(1897–1991) žil v chudinské čtvrti v Mumbáí a proslul svými brilantními, vtipnými a spontánními promluvami, ve kterých vyučoval prostou a úspornou džňána jógu (jógu vhledu, poznání, moudrosti) založenou na vlastní zkušenosti. První ze záznamů jeho promluv, Jsem tím (I Am That, 1973), si jakožto dílo moderní klasiky cení všichni, které zajímá nedualita.
Ukázka z knihy I Am That: „Tělo vzniká ve vaší mysli a vaše mysl je obsahem vašeho vědomí. Vy jste nehybným svědkem řeky vědomí, která se věčně mění, aniž by jakkoli měnila vás. Vaše vlastní neměnnost je tak samozřejmá, že si jí vůbec nevšímáte. Dobře se na sebe podívejte a všechna vaše nedorozumění a mylné představy se rozpustí. Tak jako všichni ti drobní vodní živočichové jsou ve vodě a nemohou bez ní být, tak i celý vesmír je ve vás a nemůže být bez vás.“ (kapitola 44, „Jsem jedinou pravdou, vše ostatní jsou domněnky“)

### Učení Tony Parsonse
(?–současnost) žije ve Spojeném království a poskytuje veřejné i telefonické satsangy (rozhovory) především v Evropě. Středobodem jeho tvrzení je premisa, že neexistuje žádný jednotlivec, vůbec žádná entita, o které lze říci: „to jsem já“. Prohlašuje: „Není vůbec žádné ty či já, hledající, osvícení, guru ani žák. Není žádný lepší ani horší stav, žádná cesta, smysl a nic, čeho by bylo možno dosáhnout. Vše projevené je zdrojem. Vše, co se, zdánlivě, objevuje, je hypnotickým snem oddělení – svět, životní příběh, hledání domova – jsou souladem jevícím se jako dvojnost, ničím zdajícím se býti vším, absolutnem vypadajícím neúplně.“ Jiným citátem je: „Vidění, slyšení, dýchání… se neděje nikomu. Jen se odehrává.“

### Učení Boba Adamsona
(?–současnost, věk cca 80 let) je v důchodu, žije v Melbourne, byl provozovatelem obchůdku se zdravou výživou a ještě předtím se plavil na obchodní lodi, odtud přezdívka „sailor“ (námořník). Bob se setkal v roce 1976 v Indii s Nisargadattou, jenž mu pověděl, že „největší pomoc, kterou někdo může někomu dát, je vzít jej za potřebu jakékoli pomoci.“ Bobovo poselství od té doby zní:
- „Co je špatného – tady a teď – pokud nezačneš přemýšlet?“ (což se promítlo i do názvu stejnojmenné Bobovy knihy)

- „Co hledáš, tím již jsi. A tak je hloupé pokračovat v hledání. Jediným místem, které odstartovalo hledání, je mysl.“

- „Je to zde – již nyní jako To co je. S tímto uvědoměním, jaký by tu mohl být konflikt? Odpočiň si a buď tím, čím jsi.“

- „Je to jen mysl, v čem tento konflikt pokračuje.“

V letech 2005 až 2006 se Bob objevoval v pravidelné týdenní advaitové show Camerona Reillyho na Podcast Network, kde zodpovídal otázky položené posluchači.